# Ievgueni Alikine
Ievgueni Guennadievitch Alikine - en russe : Евгений Геннадьевич Аликин et en anglais : Yevgeni Alikin - (né le 18 octobre 1994 à Perm en Russie) est un joueur professionnel russe de hockey sur glace. Il évolue au poste de gardien de but. Il est le neveu du biathlète Vladimir Alikine.

## Biographie
Formé au Molot Prikamie Perm, il joue son premier match senior dans la Pervaïa Liga avec l'Oktan Perm en 2010-2011. En 2011-2012, il remporte la MHL B avec l'équipe junior. Il s'impose comme titulaire avec l'équipe première du Molot dans la VHL en 2014-2015. Il est alors repéré par l'Amour Khabarovsk et devient le troisième gardien de l'équipe de KHL. Il devient la doublure de Juha Metsola en 2017-2018. La saison suivante, il s'impose comme titulaire à la suite du départ du gardien finlandais. Le 2 mai 2023, il signe un contrat de trois ans avec l'Avtomobilist Iekaterinbourg.